# Basque Culinary World Prize
El Basque Culinary World Prize («premio mundial de gastronomía vasco») es un premio internacional otorgado anualmente desde 2016 por el Gobierno Vasco y el Basque Culinary Center al chef cuya labor ha sido innovadora o beneficiosa en la gastronomía y en ámbitos relacionados (nutrición, medio ambiente, salud... ). Además de la distinción, los ganadores reciben una retribución de cien mil euros con el propósito de invertirlos en proyectos de carácter social. Cada año, además del cocinero premiado, se nombra a otras diez «menciones especiales», personas que también han destacado ese año en el oficio culinario y fueron considerados para optar al Basque Culinary World Prize. El premio se enmarca en la estrategia Euskadi-Basque Country, promovida por el Gobierno Vasco.

## Premiados
- 2016:  María Fernanda Di Giacobbe, por su iniciativa Cacao de Origen, una red que involucra educación, emprendimiento, investigación y desarrollo en torno al cacao como fuente de identidad, cultura y riqueza económica en Venezuela. A través de esta red, la chef brindó oportunidades a mujeres financieramente vulnerables, fortaleciendo sus capacidades y empoderándolas; permitiéndoles convertirse en microempresarias en la industria del chocolate.[2]
- 2017:  Leonor Espinosa, por su proyecto Funleo, una fundación que ayuda a las comunidades indígenas y afrocolombianas a identificar, defender y promover las tradiciones gastronómicas como una forma de impulsar el cambio social y económico.[3]
- 2018:  Jock Zonfrillo, por su trabajo en conectar a las comunidades indígenas de Australia con el resto de la sociedad mediante la creación de un mercado para su herencia culinaria. Su Fundación Orana trabaja para preservar el conocimiento y la práctica culinaria sofisticada de los australianos indígenas y promover la importancia de estas prácticas a una audiencia australiana más amplia.[4]
- 2019:  Anthony Myint, por las iniciativas Perennial Farming y Zero Foodprint.[5][6] Las empresas exploran la sección transversal entre los restaurantes y el medio ambiente, asesorando a las empresas alimentarias sobre opciones viables para reducir su huella de carbono, e incluso volverse carbono cero. Ha trabajado con el estado de California en el programa Restore California, que brinda a los proveedores y consumidores información transparente sobre la huella ambiental de los restaurantes para que puedan tomar decisiones mejor informadas. Todos los restaurantes de la lista pueden ser neutrales en carbono o ayudar a los agricultores locales a eliminar el dióxido de carbono de la atmósfera.[7]
- 2020:  José Andrés, por la labor social que ha desarrollado la organización World Central Kitchen, que él mismo fundó, durante la pandemia de COVID-19.[8] Durante la pandemia, la WCK ha coordinado y movilizado a centenares de cocineros y voluntarios de todo el mundo para servir 25 millones de comidas.[9] El chef Andrés decidió repartir los cien mil euros entre los otros finalistas («menciones especiales») para sus respectivos proyectos, de manera que corresponderían 10.000 € por cabeza.[9]
- 2021:  Xanty Elías, por su iniciativa Los niños se comen el futuro sobre educación alimentaria para niños.[10] El proyecto mantiene su actividad en alrededor de 100 colegios de Andalucía, aunando a unos 15 mil alumnos. En estas clases se les enseña a los estudiantes recetas típicas de la cocina andaluza, así como nutrición y alimentación sostenible.[11]
- 2022:  Fatmata Binta conocida como la chef Binta es referente de la cocina fulani, nómada y moderna. Con su iniciativa Dine on a mat, costumbres, sabores y formas de relacionarse con la comida propias de los fulanis, la mayor tribu nómada de África. Es impulsora de la Fulani Kitchen Foundation que tiene como objetivo educar, capacitar y empoderar a las mujeres y niñas de todas las regiones Fulani.[12]
- 2023:  Ebru Demir, chef turca que destaca por labor desarrollada desde la gastronomía para contribuir a la integración cultural en Mardin, Turquía, cerca de la frontera con Siria, apostando por el desarrollo social y la biodiversidad. Entre sus proyectos, se incluyen desde Harran Gastronomy School, primera cooperativa social de Turquía, a Topraktan Tabağa (‘De la tierra al plato’) o Sorgül Wheat (‘Trigo sorgo’), así como un proyecto de gestión de residuos biodegradables.[13]